# Stavenhagen
Stavenhagen (od 12 lipca 1949 Reuterstadt Stavenhagen; pol. hist. Stawno) – miasto w północno-wschodnich Niemczech, w kraju związkowym Meklemburgia-Pomorze Przednie, w powiecie Mecklenburgische Seenplatte, siedziba Związku Gmin Stavenhagen.

## Osoby urodzone w Stavenhagen
- Fritz Reuter (ur. 1810) – pisarz
- Anke Behmer (1961) – siedmioboistka
- Ralf Bartels (1978) – kulomiot

## Współpraca zagraniczna
- Preetz, Szlezwik-Holsztyn
- Šilalė (Szyłele), Litwa
- Werdohl, Nadrenia Północna-Westfalia